# Alex Renfroe
Gregory Alexander « Alex » Renfroe, né le 23 mai 1986, à Hermitage, dans le Tennessee, est un joueur américain naturalisé bosnien de basket-ball. Il évolue au poste de meneur.

## Biographie
Fin novembre 2016, Renfroe rejoint le FC Barcelone jusqu'à la fin de la saison. Il vient pallier les différentes blessures des arrières de Barcelone.
En décembre 2018, Renfroe quitte Manresa pour signer au KK Partizan Belgrade.
En juin 2019, Renfroe s'engage pour une saison avec le Zénith Saint-Pétersbourg.
En juillet 2020, Renfroe signe avec le CB Miraflores, club espagnol de première division.

## Palmarès
- Champion de Croatie 2011
- Champion d'Allemagne 2013
- Coupe de Croatie 2011
- Coupe de Serbie 2019
- MVP de la Coupe de Serbie 2019
- MVP de la saison régulière de la Ligue baltique 2010
- Joueur de l'année 2009 de l'Atlantic Sun Conference
- All-Bundesliga First Team 2015
- Ligue des champions en 2020 et 2021